# Bóng đá tại Thế vận hội Mùa hè 2008 – Vòng loại Nam khu vực châu Á
Vòng loại khu vực châu Á của môn bóng đá nam tại Thế vận hội Mùa hè 2008 là giải đấu vòng loại của Liên đoàn bóng đá châu Á (AFC) cho giải bóng đá nam Thế vận hội Mùa hè 2008 tổ chức tại Bắc Kinh, Trung Quốc. Ba mươi bốn đội tuyển Olympic nam của châu Á đã tham dự vòng loại để cạnh tranh cho ba suất tham dự chính thức tại Thế vận hội Mùa hè. Quá trình vòng loại bắt đầu từ ngày 7 tháng 2 và kết thúc vào ngày 21 tháng 11 năm 2007.
Úc, Hàn Quốc và Nhật Bản là ba đội đã vượt qua vòng loại khu vực và đủ điều kiện tham dự Thế vận hội.

## Thể thức thi đấu
Châu Á được phân bổ 3 suất cho vòng chung kết cùng với chủ nhà Trung Quốc (mặc định vượt qua vòng loại). Cấu trúc vòng loại như sau:
- Vòng 1: 14 đội tuyển được xếp hạng cao nhất (1–14) được miễn thi đấu vòng này. 20 đội còn lại được phân cặp, thi đấu loại trực tiếp hai lượt trận trên sân nhà và sân khách. 10 đội thắng giành quyền vào vòng 2.
- Vòng 2: 24 đội tuyển (10 đội thắng vòng 1 và 14 đội được vào thẳng từ vòng 1) được chia thành sáu bảng 4 đội, thi đấu vòng tròn hai lượt tính điểm trên sân nhà và sân khách. Các đội nhất và nhì ở mỗi bảng lọt vào vòng 3.
- Vòng 3:[note 1] 12 đội tuyển giành quyền đi tiếp từ vòng 2 được chia thành ba bảng 4 đội, với thể thức thi đấu giống như vòng 2. Đội đứng đầu mỗi bảng đấu sẽ giành quyền tham dự Thế vận hội.

## Các đội tuyển tham dự
Tổng cộng 34 đội tuyển đã tham dự vòng loại. Hạt giống của các đội được xếp dựa trên thành tích tại vòng chung kết và vòng loại khu vực của kỳ Thế vận hội trước đó. 14 đội đứng đầu đã được vào thẳng vòng thứ hai, trong khi 20 đội còn lại bắt đầu từ vòng thứ nhất.
| Tham dự từ vòng thứ hai - Bahrain - Iran - Iraq - Nhật Bản - Kuwait - Liban - Malaysia - CHDCND Triều Tiên - Oman - Qatar - Ả Rập Xê Út - Hàn Quốc - Syria - UAE | Tham dự từ vòng thứ nhất - Afghanistan - Úc - Bangladesh - Đài Bắc Trung Hoa - Hồng Kông - Ấn Độ - Indonesia - Jordan - Kyrgyzstan - Maldives | - Myanmar - Pakistan - Palestine - Singapore - Tajikistan - Thái Lan - Turkmenistan - Uzbekistan - Việt Nam - Yemen | Không tham dự - Bhutan - Brunei - Campuchia - Guam - Lào - Ma Cao - Mông Cổ - Nepal - Sri Lanka - Philippines - Đông Timor |

## Vòng 1
Các trận đấu diễn ra trong hai lượt, lượt đi vào ngày 7 tháng 2 và lượt về vào ngày 14 tháng 2 năm 2007. Lễ bốc thăm cho vòng 1 được tổ chức vào ngày 6 tháng 9 năm 2006 tại trụ sở AFC ở Kuala Lumpur, Malaysia.
| Đội 1       | TTS     | Đội 2             | Lượt đi | Lượt về     |
| ----------- | ------- | ----------------- | ------- | ----------- |
| Myanmar     | 2–2 (p) | Ấn Độ             | 1–1     | 1–1 (1–4 p) |
| Afghanistan | 0–2     | Việt Nam          | Hủy1    | 0–2         |
| Úc          | 12–0    | Đài Bắc Trung Hoa | 11–0    | 1–0         |
| Bangladesh  | 1–3     | Hồng Kông         | 0–3     | 1–0         |
| Singapore   | 3–5     | Pakistan          | 1–2     | 2–3         |
| Uzbekistan  | 6–1     | Tajikistan        | 4–1     | 2–0         |
| Palestine   | 2–3     | Yemen             | 1–2     | 1–1         |
| Thái Lan    | 6–1     | Turkmenistan      | 1–0     | 5–1         |
| Indonesia   | 1–0     | Maldives          | 1–0     | 0–0         |
| Jordan      | Hủy     | Kyrgyzstan2       | —       | —           |

^1 Trận lượt đi bị hủy bỏ do Afghanistan gặp khó khăn về tài chính dẫn đến việc không thể sang Việt Nam thi đấu, và lo ngại về an ninh tại Kabul. FIFA đã quyết định thay đổi lịch thi đấu của trận đấu và tổ chức lại trong một lượt trận duy nhất, vào ngày 14 tháng 2 năm 2007.
^2  Kygryztan bỏ cuộc.

## Vòng 2
Các trận đấu diễn ra từ ngày 28 tháng 2 đến ngày 6 tháng 6 năm 2007. Hai đội đứng đầu mỗi bảng tiến vào vòng loại cuối cùng. Lễ bốc thăm cho vòng 2 được tổ chức vào ngày 16 tháng 9 năm 2006 tại Singapore.

### Bảng A
| VT | Đội      | ST | T | H | B | BT | BB | HS  | Đ  | Giành quyền tham dự |     |     |     |     |     |
| -- | -------- | -- | - | - | - | -- | -- | --- | -- | ------------------- | --- | --- | --- | --- | --- |
| 1  | Bahrain  | 6  | 4 | 0 | 2 | 17 | 11 | +6  | 12 | Vòng 3              |     |     | 4–2 | 2–1 | 8–0 |
| 2  | Qatar    | 6  | 3 | 2 | 1 | 18 | 7  | +11 | 11 | Vòng 3              |     | 4–0 |     | 2–2 | 7–0 |
| 3  | Kuwait   | 6  | 3 | 2 | 1 | 14 | 5  | +9  | 11 |                     |     | 3–0 | 1–1 |     | 4–0 |
| 4  | Pakistan | 6  | 0 | 0 | 6 | 1  | 27 | −26 | 0  |                     | 1–3 | 0–2 | 0–3 |     |     |

### Bảng B
| VT | Đội       | ST | T | H | B | BT | BB | HS  | Đ  | Giành quyền tham dự |     |     |     |     |     |
| -- | --------- | -- | - | - | - | -- | -- | --- | -- | ------------------- | --- | --- | --- | --- | --- |
| 1  | Nhật Bản  | 6  | 6 | 0 | 0 | 17 | 2  | +15 | 18 | Vòng 3              |     |     | 3–0 | 3–1 | 3–0 |
| 2  | Syria     | 6  | 3 | 1 | 2 | 9  | 7  | +2  | 10 | Vòng 3              |     | 0–2 |     | 3–1 | 4–1 |
| 3  | Malaysia  | 6  | 1 | 1 | 4 | 4  | 9  | −5  | 4  |                     |     | 1–2 | 0–0 |     | 0–1 |
| 4  | Hồng Kông | 6  | 1 | 0 | 5 | 2  | 14 | −12 | 3  |                     | 0–4 | 0–2 | 0–1 |     |     |

### Bảng C
| VT | Đội       | ST | T | H | B | BT | BB | HS | Đ  | Giành quyền tham dự |     |     |     |     |     |
| -- | --------- | -- | - | - | - | -- | -- | -- | -- | ------------------- | --- | --- | --- | --- | --- |
| 1  | Việt Nam  | 6  | 4 | 0 | 2 | 8  | 5  | +3 | 12 | Vòng 3              |     |     | 2–0 | 2–0 | 2–1 |
| 2  | Liban     | 5  | 4 | 0 | 1 | 6  | 4  | +2 | 12 | Vòng 3              |     | 1–0 |     | 1–0 | 2–1 |
| 3  | Oman      | 5  | 2 | 0 | 3 | 7  | 6  | +1 | 6  |                     |     | 3–1 | Hủy |     | 3–0 |
| 4  | Indonesia | 6  | 1 | 0 | 5 | 5  | 11 | −6 | 3  |                     | 0–1 | 1–2 | 2–1 |     |     |

1. ↑  Trận đấu bị hủy bỏ do bão Gonu và không còn tính chất quyết định đến việc xác định đội được đi tiếp.

### Bảng D
| VT | Đội         | ST | T | H | B | BT | BB | HS  | Đ  | Giành quyền tham dự |     |     |     |     |     |
| -- | ----------- | -- | - | - | - | -- | -- | --- | -- | ------------------- | --- | --- | --- | --- | --- |
| 1  | Ả Rập Xê Út | 6  | 5 | 0 | 1 | 11 | 6  | +5  | 15 | Vòng 3              |     |     | 2–1 | 1–0 | 4–1 |
| 2  | Úc          | 6  | 3 | 2 | 1 | 11 | 4  | +7  | 11 | Vòng 3              |     | 2–0 |     | 3–1 | 1–1 |
| 3  | Iran        | 6  | 1 | 2 | 3 | 6  | 7  | −1  | 5  |                     |     | 2–3 | 0–0 |     | 0–0 |
| 4  | Jordan      | 6  | 0 | 2 | 4 | 2  | 13 | −11 | 2  |                     | 0–1 | 0–4 | 0–3 |     |     |

### Bảng E
| VT | Đội               | ST | T | H | B | BT | BB | HS | Đ  | Giành quyền tham dự |     |     |     |     |     |
| -- | ----------------- | -- | - | - | - | -- | -- | -- | -- | ------------------- | --- | --- | --- | --- | --- |
| 1  | Iraq              | 6  | 3 | 3 | 0 | 9  | 4  | +5 | 12 | Vòng 3              |     |     | 0–0 | 1–1 | 3–0 |
| 2  | CHDCND Triều Tiên | 6  | 3 | 2 | 1 | 7  | 4  | +3 | 11 | Vòng 3              |     | 2–2 |     | 0–0 | 2–1 |
| 3  | Thái Lan          | 6  | 1 | 2 | 3 | 3  | 6  | −3 | 5  |                     |     | 0–1 | 0–1 |     | 2–0 |
| 4  | Ấn Độ             | 6  | 1 | 1 | 4 | 5  | 10 | −5 | 4  |                     | 1–1 | 0–2 | 3–0 |     |     |

1. ↑  Ấn Độ được xử thắng 3–0 do Thái Lan đã sử dụng một cầu thủ không đủ điều kiện thi đấu. Tỷ số ban đầu là 1–0 cho Thái Lan.

### Bảng F
| VT | Đội        | ST | T | H | B | BT | BB | HS | Đ  | Giành quyền tham dự |     |     |     |     |     |
| -- | ---------- | -- | - | - | - | -- | -- | -- | -- | ------------------- | --- | --- | --- | --- | --- |
| 1  | Hàn Quốc   | 6  | 5 | 0 | 1 | 10 | 3  | +7 | 15 | Vòng 3              |     |     | 2–0 | 3–1 | 1–0 |
| 2  | Uzbekistan | 6  | 4 | 0 | 2 | 8  | 4  | +4 | 12 | Vòng 3              |     | 0–1 |     | 2–1 | 3–0 |
| 3  | UAE        | 6  | 2 | 0 | 4 | 7  | 11 | −4 | 6  |                     |     | 1–3 | 0–2 |     | 2–0 |
| 4  | Yemen      | 6  | 1 | 0 | 5 | 2  | 9  | −7 | 3  |                     | 1–0 | 0–1 | 1–2 |     |     |

## Vòng 3
Các trận đấu diễn ra từ ngày 22 tháng 8 đến ngày 21 tháng 11 năm 2007. Đội đứng đầu mỗi bảng đấu sẽ đại diện cho châu Á tham dự Thế vận hội Mùa hè 2008 cùng với nước chủ nhà Trung Quốc. Lễ bốc thăm cho vòng loại cuối cùng được tổ chức vào ngày 13 tháng 6 năm 2007 tại trụ sở AFC ở Kuala Lumpur, Malaysia.

### Bảng A
| VT | Đội               | ST | T | H | B | BT | BB | HS  | Đ  | Giành quyền tham dự |     |     |     |     |     |
| -- | ----------------- | -- | - | - | - | -- | -- | --- | -- | ------------------- | --- | --- | --- | --- | --- |
| 1  | Úc                | 6  | 3 | 3 | 0 | 7  | 1  | +6  | 12 | Thế vận hội Mùa hè  |     |     | 2–0 | 1–0 | 3–0 |
| 2  | Iraq              | 6  | 3 | 2 | 1 | 12 | 4  | +8  | 11 |                     |     | 0–0 |     | 2–0 | 5–2 |
| 3  | CHDCND Triều Tiên | 6  | 1 | 2 | 3 | 3  | 6  | −3  | 5  |                     | 1–1 | 0–0 |     | 0–1 |     |
| 4  | Liban             | 6  | 1 | 1 | 4 | 4  | 15 | −11 | 4  |                     | 0–0 | 0–5 | 1–2 |     |     |

### Bảng B
| VT | Đội        | ST | T | H | B | BT | BB | HS | Đ  | Giành quyền tham dự |     |     |     |     |     |
| -- | ---------- | -- | - | - | - | -- | -- | -- | -- | ------------------- | --- | --- | --- | --- | --- |
| 1  | Hàn Quốc   | 6  | 3 | 3 | 0 | 4  | 1  | +3 | 12 | Thế vận hội Mùa hè  |     |     | 0–0 | 1–0 | 2–1 |
| 2  | Bahrain    | 6  | 3 | 2 | 1 | 7  | 4  | +3 | 11 |                     |     | 0–1 |     | 1–1 | 2–0 |
| 3  | Syria      | 6  | 0 | 4 | 2 | 5  | 7  | −2 | 4  |                     | 0–0 | 1–2 |     | 3–3 |     |
| 4  | Uzbekistan | 6  | 0 | 3 | 3 | 5  | 9  | −4 | 3  |                     | 0–0 | 1–2 | 0–0 |     |     |

### Bảng C
| VT | Đội         | ST | T | H | B | BT | BB | HS | Đ  | Giành quyền tham dự |     |     |     |     |     |
| -- | ----------- | -- | - | - | - | -- | -- | -- | -- | ------------------- | --- | --- | --- | --- | --- |
| 1  | Nhật Bản    | 6  | 3 | 2 | 1 | 7  | 2  | +5 | 11 | Thế vận hội Mùa hè  |     |     | 1–0 | 0–0 | 1–0 |
| 2  | Qatar       | 6  | 3 | 1 | 2 | 8  | 6  | +2 | 10 |                     |     | 2–1 |     | 1–0 | 3–1 |
| 3  | Ả Rập Xê Út | 6  | 2 | 3 | 1 | 5  | 3  | +2 | 9  |                     | 0–0 | 2–1 |     | 2–0 |     |
| 4  | Việt Nam    | 6  | 0 | 2 | 4 | 3  | 12 | −9 | 2  |                     | 0–4 | 1–1 | 1–1 |     |     |

## Các đội vượt qua vòng loại
Bốn đội tuyển sau đây từ AFC đã đã vượt qua vòng loại để tham dự giải bóng đá nam Thế vận hội Mùa hè 2008 tổ chức tại Bắc Kinh, Trung Quốc.
| Đội        | Tư cách vượt qua vòng loại | Ngày vượt qua vòng loại | Tham dự lần trước tại Thế vận hội Mùa hè1    |
| ---------- | -------------------------- | ----------------------- | -------------------------------------------- |
| Trung Quốc | Chủ nhà                    | 13 tháng 7 năm 2001     | 3 (1936, 1948, 1988)                         |
| Úc         | Nhất bảng A                | 21 tháng 11 năm 2007    | 6 (1956, 1988, 1992, 1996, 2000, 2004)2      |
| Hàn Quốc   | Nhất bảng B                | 21 tháng 11 năm 2007    | 7 (1948, 1964, 1988, 1992, 1996, 2000, 2004) |
| Nhật Bản   | Nhất bảng C                | 21 tháng 11 năm 2007    | 7 (1936, 1956, 1964, 1968, 1996, 2000, 2004) |

1 In nghiêng chỉ ra chủ nhà của năm đó. Thống kê bao gồm tất cả các thể thức Olympic (thể thức hiện tại dành cho lứa tuổi U-23 bắt đầu vào năm 1992).    2 Cả sáu lần tham dự trước của Úc đều là đại diện cho châu Đại Dương.    

## Cầu thủ ghi bàn
Đã có 307 bàn thắng ghi được trong 124 trận đấu, trung bình 2.48 bàn thắng mỗi trận đấu.
8 bàn thắng
- Alaa Abdul-Zahra
- Hamad Al-Enezi

6 bàn thắng
- Kristian Sarkies
- Jaycee Okwunwanne

5 bàn thắng
- Sōta Hirayama
- Yousef Al-Salem
- Majed Al Haj
- Nguyễn Vũ Phong

4 bàn thắng
- Mark Milligan
- Ismaeel Hasan
- Karrar Jassim
- Tadanari Lee
- Han Dong-Won
- Bader Al-Motawaa
- An Chol-Hyok
- Adel Mohd
- Majdi Siddiq
- Waleed Jassem
- Teeratep Winothai
- Lê Công Vinh

Về những cầu thủ ghi nhiều bàn thắng nhất ở mỗi vòng, xem mục tương ứng trong mỗi bài viết:
- Vòng 1
- Vòng 2
- Vòng 3